# Um Pistoleiro Chamado Papaco
Um Pistoleiro Chamado Papaco, também lançado como Os Amores de um Pistoleiro, é um filme brasileiro pornochanchada de 1986 dirigido por Mário Vaz Filho. Foi produzido na Boca do Lixo, em São Paulo, pela Olympus Filmes. Na Internet, o filme se tornou um meme.

## Sinopse

Papaco em cena do filme

O pistoleiro Papaco vaga pelo Oeste arrastando seu caixão contendo mercadorias preciosas (que só são reveladas ao público no final do filme) para negociar com um grupo de bandidos na cidade de Santa Cruz das Almas. Encontra em seu trajeto um homem chamado Pancho Favela. Pancho o desafia, mas Papaco vence facilmente, estuprando-o logo em seguida. No caminho, após duelar e matar seus quatro maridos, Papaco conhece Linda, que pede para acompanhá-lo. Chegando na cidade, várias gangues ligadas aos chefes locais do crime, Jane e Sapato, tentam roubar a mercadoria no caixão. Após ser acolhido no bordel da cidade pelo papa-defunto, Papaco é rendido pelo anão Big Boy, mas finalmente consegue negociar a mercadoria.

## Elenco
Fonte:
| - Fernando Benini como Papaco - Chumbinho como anão Big Boy - Márcia Ferro como Linda - Nikita como Jane - Agnaldo Costa como Sapato - Paco Sanchez como Pancho Favela - Gustavo Antonho Perin como Anão do Bar |  | - Satã (Melquíades França Netto) como Sartana - Denise Clair como Prostituta do Saloon - Angelica Belmont como Prostituta do Saloon - Camila Gordon como Prostituta do Saloon - Priscila Presley como Prostituta do Saloon - Custódio Gomes como Capanga da Jane |

## Antecedentes e lançamento
Um Pistoleiro Chamado Papaco foi dirigido por Mário Vaz Filho e produzido pela Olympus Filmes na Boca do Lixo, região no centro de São Paulo que configurou um polo cinematográfico marginal durante os anos 1960 e 1980. A partir de 1981, o gênero pornochanchada "floresceu pela última vez" ao incluir cenas de sexo explícito, quando passaram a ser permitidas. Mário começou a dirigir filmes em 1982. Um Pistoleiro Chamado Papaco, um faroeste brasileiro, foi "feito na chave de sátira" a Django, filme italiano de 1966. Segundo o jornalista Matheus Trunk, Mário "era um tipo intelectual, então mesmo no explícito ele buscava usar o duplo sentido e o humor". Por exemplo, no caixão carregado pelo protagonista, em vez de uma metralhadora, o pistoleiro trazia uma coleção de dildos. Um Pistoleiro Chamado Papaco foi lançado no dia 22 de setembro de 1986 em São Paulo e em 3 de novembro no Rio de Janeiro.

## Recepção e legado
Ao O Globo, F.M.V. descreveu Um Pistoleiro Chamado Papaco como uma "salada pornô ao molho de sexo explícito", contendo "uma paródia de spaghetti-western e uma tarsa de comédia pornográfica". Ele criticou que as "poucas ideias menos desprezíveis" são ofuscadas pelas excessivas cenas de sexo, "iguais às de qualquer pornô", apesar do fotógrafo competente presente na produção do filme. Jorge Coli, professor de história da arte da Unicamp, apontou o filme como uma "fenomenal paródia do western spaghetti". Um Pistoleiro Chamado Papaco é o filme mais famoso de Mário Vaz Filho, tendo se tornado uma história em quadrinhos e um meme da Internet, conhecido pelas piadas e pelos diálogos cheios de palavrões.